# 1988 en arts plastiques
| Années des arts plastiques : 1985 - 1986 - 1987 - 1988 - 1989 - 1990 - 1991    |
| Décennies des arts plastiques : 1950 - 1960 - 1970 - 1980 - 1990 - 2000 - 2010 |

Cette page concerne l'année 1988 en arts plastiques.

## Œuvres
- La Tour aux figures de Jean Dubuffet est inaugurée à Issy-les-Moulineaux, en France.
- A Pile of Crowns, for Jean-Michel Basquiat de Keith Haring.
- Apocalypse Now, peinture-mot de Christopher Wool.
- Statue de Mahatma Gandhi de Zlatko Paunov et Steven Lowe.

## Décès
- 1er janvier : Albert Decaris, peintre, décorateur et graveur français (° 6 mai 1901),
- 16 janvier : Louis Rollet, peintre orientaliste et paysagiste français (° 3 mai 1895),
- 18 janvier : Irène Klestova, peintre russe puis soviétique (° 13 mars 1907),
- 31 janvier :
  - Lucie Bouniol, peintre et sculptrice française (° 16 décembre 1896),
  - Nedeljko Gvozdenović, peintre serbe puis yougoslave (° 24 mars 1902),
- 7 février : Francesco Pagliazzi, peintre italien (° 14 février 1910),
- 13 février : Simone Barbié, peintre française (° 11 décembre 1909),
- 17 février : Henri Pertus, peintre français (° 28 juillet 1908),
- 3 mars : Libor Fára, peintre surréaliste, graphiste, décorateur de théâtre et scénographe tchécoslovaque (° 12 septembre 1925),
- 6 mars : Joan Hassall, graveuse et illustratrice britannique (° 3 mars 1906),
- 7 mars : Gaston Suisse, dessinateur, peintre, laqueur et décorateur français (° 1er décembre 1896),
- 25 mars : Véra Pagava, peintre géorgienne appartenant à la Nouvelle École de Paris (° 27 février 1907),
- 27 mars : Pierre Péron, illustrateur, graphiste, caricaturiste, peintre, graveur, décorateur, sculpteur, cinéaste et écrivain français (° 5 octobre 1905),
- 30 mars : Gaston-Louis Roux, peintre français (° 24 janvier 1904),
- 2 avril : Jenő Barcsay, peintre hongrois (° 14 janvier 1900),
- 9 avril : Sergei Grigoriev, peintre ukrainien (° 5 juillet 1910),
- 14 avril : Hans Eppens, peintre suisse (° 11 juillet 1905),
- 24 avril : Roger Tolmer, peintre et sculpteur français (° 1er mars 1908),
- 4 mai : Stanley William Hayter, peintre britannique (° 27 décembre 1901),
- 6 mai : Costantino Nivola, peintre et sculpteur italien (° 5 juillet 1911),
- 17 mai : Jean-Baptiste Corlobé, peintre français (° 16 février 1904),
- 28 mai : Ray Sutter, peintre et maître-verrier français (° 5 avril 1920),
- 10 juin : Henryk Stazewski, peintre, illustrateur, designer et décorateur de théâtre polonais (° 9 janvier 1894),
- 17 juin : Marcelle Loubchansky, peintre française (° 2 juin 1912),
- 24 juin : Claude Roederer, peintre, dessinateur, illustrateur et décorateur de pièces de théâtre français (° 19 mai 1924),
- 29 juin : Charles Pollaci, peintre et lithographe figuratif français (° 19 octobre 1907),
- ? juin : Claude Augereau, peintre et aquarelliste français (° 20 avril 1927),
- 5 juillet : Ismaïl Samsom, peintre et graveur algérien (° 8 novembre 1934),
- 12 juillet : Dairine Vanston, peintre paysagiste irlandaise (° 19 octobre 1903),
- 15 juillet : Charles Lapicque, peintre et graveur français de la Nouvelle École de Paris (° 6 octobre 1898),
- 10 août : Antoine Blanchard, peintre paysagiste français (° 15 novembre 1910),
- 12 août : Jean-Michel Basquiat, peintre américain (° 22 décembre 1960),
- 18 août : Tadeusz Kulisiewicz, peintre polonais (° 13 novembre 1899),
- 16 septembre : Richard Paul Lohse, peintre et graphiste suisse (° 13 septembre 1902),
- 19 septembre : Călin Alupi, peintre roumain associé au mouvement post-impressionniste (° 20 juillet 1906),
- 24 septembre : Albert Muis, peintre néerlandais (° 22 octobre 1914),
- 30 septembre : Paul Girol, peintre, graveur à la pointe sèche et dessinateur français (° 18 mai 1911),
- 9 octobre : Piero Fornasetti, peintre, designer, sculpteur et décorateur d'intérieur italien (° 10 novembre 1913),
- 11 octobre :
  - Italo De Grandi, peintre et aquarelliste italien (° 20 février 1912),
  - Robert Mermet, sculpteur français (° 3 mai 1896),
- 28 octobre : Pietro Annigoni, peintre réaliste italien (° 7 juin 1910),
- 11 novembre : Jean Aufort, peintre, aquarelliste, lithographe et illustrateur français (° 15 novembre 1898),
- 12 novembre :
  - Primo Conti, peintre futuriste italien (° 15 octobre 1900),
  - Annette Faive, peintre français (° 22 février 1911),
- 13 novembre : François Lanzi, peintre français (° 5 juillet 1916),
- 17 novembre : Magdaléna Štrompachová, peintre et restauratrice magyaro-tchéscolovaque (° 23 septembre 1919),
- 22 novembre : Pierre Boucherle, peintre orientaliste et paysagiste franco-tunisien (° 11 avril 1894),
- 5 décembre : Einar Forseth, peintre, illustrateur et artiste textile suédois (° 7 août 1892),
- 9 décembre : Jean Degottex, peintre français (° 25 février 1918),
- 12 décembre : Dương Bích Liên, peintre vietnamien (° 17 juillet 1924),
- 16 décembre : Ryōhei Koiso, peintre japonais (° 25 juillet 1903),

- ? :
  - René Ben Sussan, peintre, illustrateur et graveur grec naturalisé français (° 1895),
  - Jean Delpech, graveur, médailleur, peintre et illustrateur français (° 1er mai 1916),
  - Qi Liangyi, peintre chinoise de natures mortes (° 1923).